# Призы российского хоккея
По окончании хоккейного сезона в России, а ранее в СССР, лучшим игрокам, тренерам, судьям и журналистам, освещающим хоккей, традиционно вручается ряд призов и наград.

## Действующие награды
Приз имени Боброва
Учреждён Гостелерадио в 1980 году. Позднее учредителем являлось ОРТ (до 2001 года). В сезоне 2001/2002 — ПХЛ. С сезона 2002/2003 учредителем является телекомпания «Первый канал». Вручается команде, забившей наибольшее количество голов в высшем дивизионе чемпионата России (включая плей-офф).
«Лучшему клубу ПХЛ»
Учреждён еженедельником «Футбол-Хоккей Южного Урала». Вручается хоккейному клубу ПХЛ, добившемуся наибольших успехов всеми подразделениями (главная команда, фарм-клуб, детская спортивная школа), а также с учетом выступлений его представителей в сборных командах России (от юношеской до первой).
«Золотая клюшка»
Обладателем приза становится самый ценный игрок чемпионата России по опросу главных тренеров команд. Учредителями приза являлись: еженедельник «Хоккей» (1993-2000), компания «Евразхолдинг», Новокузнецк (2000-2002) и компания КРОК инкорпорейтед (с сезона 2002/03).
«Золотой шлем»
Вручается с 1997 года. Лауреатами становятся 6 лучших хоккеистов (вратарь, два защитника и три нападающих) по опросу главных тренеров команд. Учредителем приза в настоящее время являются ФХР и ПХЛ (до 2002 среди них был и «Фонд возрождения отечественного хоккея, социальной поддержки ветеранов и реабилитации инвалидов спорта»).
«Самому результативному игроку»
Был учреждён газетой «Известия» в сезоне 1965/1966 года. С 2003 года учредителем данного приза является телеканал «Спорт». Первые пять сезонов своего существования приз вручался игрокам, забросившим наибольшее количество шайб в ворота соперников в матчах чемпионата страны. Затем лауреат стал определяться по системе по системе «гол+пас». В настоящее время учитываются также результативные очки, набранные игроками в матчах плей-офф.
«Самый результативный защитник»
Учредители: газета «Ленинградская правда», затем «Спортивная газета» (Санкт-Петербург) и с сезона 2000/2001 – ЗАО «Курганстальмост». Лауреатом становится игрок линии обороны, набравший наибольшее количество очков по системе «гол+пас» в матчах чемпионата страны.
«Три бомбардира»
Учреждён газетой «Труд» для самой результативной тройки нападающих в матчах чемпионата страны.
«Лучший снайпер»
Учреждён газетой «Советский спорт» для хоккеиста, забросившего наибольшее количество шайб в ворота соперников в матчах чемпионата России, включая игры плей-офф.
«Мастер плей-офф»
Учреждён в 2000 году Мосбизнесцентром для хоккеиста, забросившего наибольшее количество шайб в ворота соперников в матчах плей-офф чемпионата России. С сезона 2002/2003 учредителем является Всероссийское добровольное общество «Спортивная Россия».
«Лучший вратарь Чемпионата России»
Вручется лучшему вратарю сезона по опросу тренеров команд. Учредитель – Акционерный коммерческий банк «На Красных Воротах».
«Лучший новичок сезона»
Учредители приза: 1986-1991 — журнал «Спортивные игры», 1993-2000 — еженедельник «Хоккей», с сезона 2000/2001 — компания «Центроспорт».
«Лучшему тренеру»
Приз учреждён в 2001 году Федерацией хоккея России и Профессиональной хоккейной лигой. Лауреат определяется тренерским советом ФХР.
«Секунда»
Учреждён газетой «Стрела» (Санкт-Петербург) для хоккеиста, забросившего в сезоне самый быстрый гол. С сезона 2000/2001 учредителем стал «Первый московский часовой завод», и стала также отмечаться самая поздняя по времени шайба, заброшенная в матчах чемпионата России.
«Железный человек»
Учредитель – компания «World Class». Вручается игроку, который провел на площадке наибольшее количество матчей чемпионата России в трех последних сезонах.
Лучшему играющему ветерану-наставнику
Вручается игроку-ветерану команды ПХЛ, внесшего весомый вклад в достижение высокого результата своей команды в чемпионате России. Учреждён в 2000 году фондом «Созвездие» и Российским Союзом спортсменов.
«Джентльмен на льду»
Учредитель — компания «Глобал спорт консалтинг». Вручается хоккеисту, продемонстрировавшему высокий уровень мастерства в сочетании с джентльменским поведением на площадке.
«Золотой свисток»
Учредителем приза является ПХЛ. Вручается лучшему судье чемпионата России, определяемому по опросу главных тренеров команд.
Приз имени Валентина Лукича Сыча
Учредители приза — Федерация хоккея России и Профессиональная хоккейная лига. Вручается лучшему руководителю клуба.
Лучшим пишущим журналистам, освещающим хоккей
В 2000 году ПХЛ учреждены «Золотое перо», «Серебряное перо» и «Бронзовое перо». Вручается по итогам опроса, проводимого на официальном интернет-сайте ПХЛ среди болельщиков
Лучшим теле- и радиожурналистам, освещающим хоккей
В 2002 году ПХЛ учреждены «Золотой микрофон», «Серебряный микрофон» и «Бронзовый микрофон». Вручается по итогам опроса, проводимого на официальном интернет-сайте ПХЛ среди болельщиков

## Более не вручаемые награды
«Кубок прогресса»
За улучшение показателей в сравнении с показателями предыдущего сезона. Учредителями являлись газета «Советский спорт» (1965-1970) и киевская «Рабочая газета» (1981-1994). С 1994 года не вручается.
Приз справедливой игры
Учредителем приза являлся журнал «Огонёк». Обладателем приза становилась команда, имевшая наименьшую разность двух статистических показателей — штрафного времени и заброшенных шайб. С 2001 года не вручается.
«Гроза авторитетов»
Приз учрежден для команды, отнявшей наибольшее количество очков у призёров чемпионата страны. Учредителем являлась газета «Спортивная Москва». С 1998 года не вручается.
«Рыцарю атаки»
Приз предназначен для игрока, чаще других забрасывавшего три и более шайб в одном матче. Учредителем приза являлись журнал «Советский воин», позднее — Первый часовой завод. С 2000 года не вручается.
Приз зрительских симпатий
Был учрежден еженедельником «Хоккей». Разыгрывался в ходе двух сезонов по итогам голосования читателей. C 2000 года не вручается.
«Лучшему хоккеисту плей-офф»
Вручается набравшему наибольшее количество голосов по опросу любителей хоккея. Учредителем является Судостроительный банк. Не вручается с 2005 года.
«Богатырская атака»
Учредителем является торговая марка «Три богатыря» ООО «ТрансМарк». Лауреатами по опросу любителей хоккея становятся три российских атакующих игрока. Не вручается с 2005 года.
«Отвага и дерзость»
По итогам сезона 1983/1984 вручался команде первой лиги, добившейся лучшего результата в играх против команд-призеров (занявших места 1-3). В дальнейшем —
команде первой лиги, добившейся лучших результатов в поединках в клубами высшего эшелона в переходном турнире.Учредителями являлись харьковская газета "Соціалістична харьківщина" и любители хоккея завода имени Малышева.